# Enyvvári Jenő
Enyvvári Jenő (Budapest, 1884. április 19. – Budapest, 1959. január 13.) könyvtáros, filozófiai író, 1927 és 1945 között a Fővárosi Könyvtár (Fővárosi Szabó Ervin Könyvtár) igazgatója.

## Élete
Enyvvári János (1882-ig Leimstädter János) és Jellinek Paula fia. Tanulmányait Budapesten és Göttingában végezte. 1905-től Budapesten könyvtáros, 1912-től könyvtári főtiszt. 1921-től főkönyvtáros, 1927. június 30-tól a Fővárosi Könyvtár igazgatója volt. Az ő igazgatása alatt rendezték be a Baross utcai Wenckheim-palotát könyvtári célra. 1945. május 1-jén nyugdíjazták. 14 év múlva, 1959-ben hunyt el 74 éves korában.

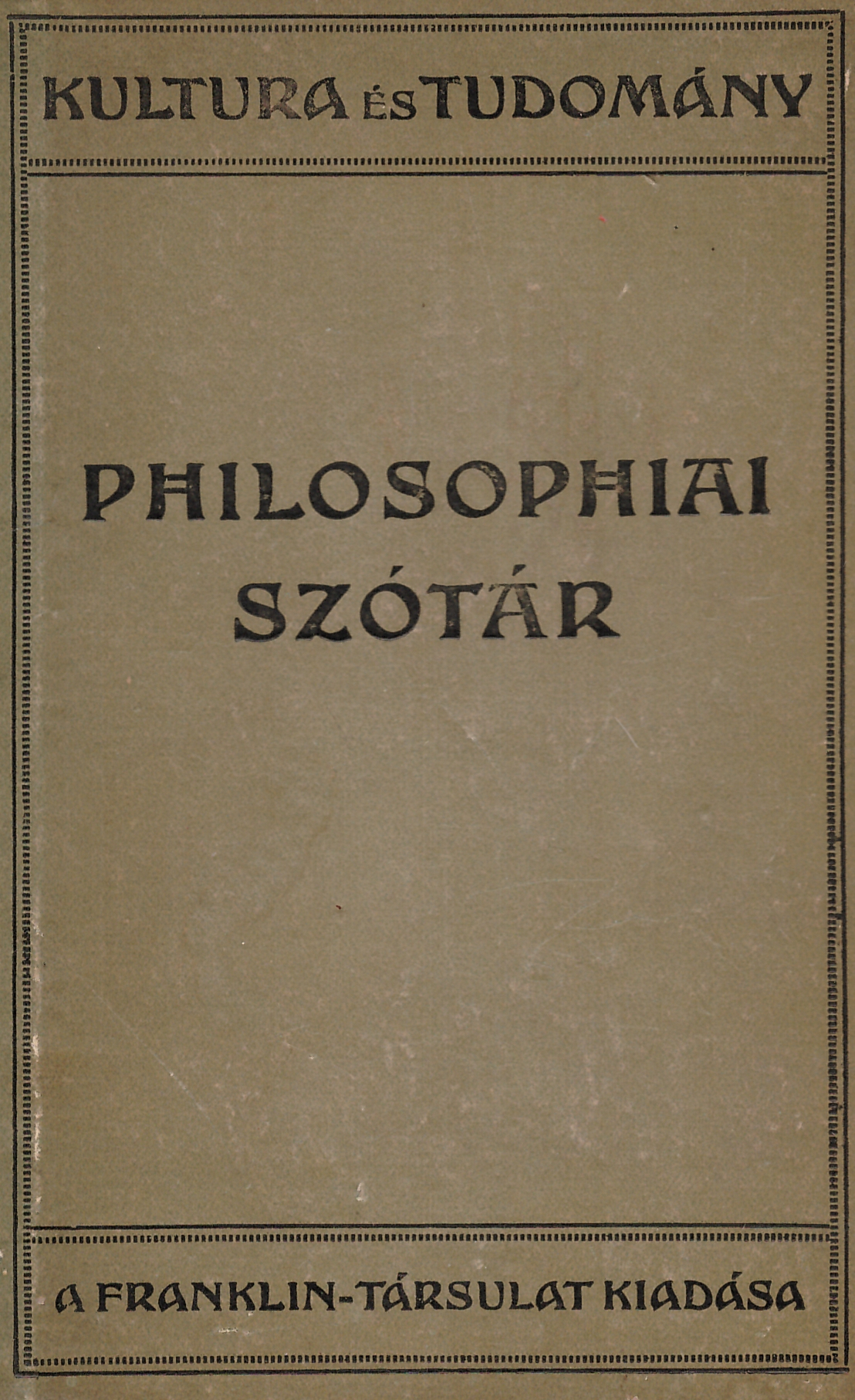
Philosophiai szótár című műve

## Művei

### Folyóiratcikkek
Számos cikket és könyvismertetését írt filozófiai, könyvészeti témakörökben a Huszadik Századba, az Athenaeumba, a Fővárosi Könyvtár Értesítőjébe, a Magyar Filozófiai Társulat Közleményeibe, a Népművelésbe, a Pesti Naplóba, és a Hittudományi Folyóiratba.

### Könyvek
- Philosophiai szótár, Franklin Társulat, Budapest, 1918 (Kultúra és Tudomány-sorozat, 2. kiadás: Budapest, 1922)

Szerkesztette 1913/1914-ben a Városügyi Bibliográfiát, 1913/1914-ben a Társadalomtani Bibliográfiát, 1912/1913-ben a Philophie d. Gegenwart című nemzetközi filozófiai könyvészet 2/4-es kötetét.